# Astravec
Astravec (bělorusky Астравец, rusky Островец – Ostrovec) je město v Hrodenské oblasti v Bělorusku. K roku 2018 v něm bydlelo bezmála jedenáct tisíc obyvatel a jednalo se o správní středisko Astraveckého rajónu.

## Poloha a doprava
Od Hrodna, správního střediska oblasti, je vzdáleno přibližně 170 kilometrů severovýchodně. Od Minsku, hlavního města celého Běloruska, přibližně 130 kilometrů severozápadně. Od Vilniusu, hlavního města sousední Litvy, jen přibližně 45 kilometrů východně.
Nejbližší železniční stanice je vzdálena přibližně čtyři kilometry jihozápadně ve vesnici Gudagaj na železniční trati spojující Maladzečnu s Vilniusem.
Poblíž města se nachází jaderná elektrárna Astravec.

## Dějiny
První zmínka o Astravci je z roku 1468.
V meziválečném období byl Astravec v letech 1921–1939 součástí druhé Polské republiky.
Od roku 2012 je Astravec městem.